# San Francisco (Heredia)
San Francisco es un distrito del cantón de Heredia, en la provincia de Heredia, de Costa Rica.

## Geografía
San Francisco cuenta con un área de 6,56 km² y una altitud media de 1124 m s. n. m.

## Demografía
Para el año 2022, San Francisco cuenta con una población estimada de 48 804 habitantes, y para el último censo efectuado, en 2011, San Francisco contaba con una población de 49 209 habitantes.

## Localidades
- Barrios: Aries, Aurora (parte), Bernardo Benavides, Chucos, El Cristo (parte), Esmeralda, Esperanza, Granada, Gran Samaria, Guararí, Lagos, Malinches, Mayorga (parte), Nísperos Tres, Palma, Trébol, Tropical, Pali.

## Transporte

### Carreteras
Al distrito lo atraviesan las siguientes rutas nacionales de carretera:
- Ruta nacional 3
- Ruta nacional 111
- Ruta nacional 171

### Ferrocarril
El Tren Interurbano administrado por el Instituto Costarricense de Ferrocarriles, atraviesa este distrito.

## Galería

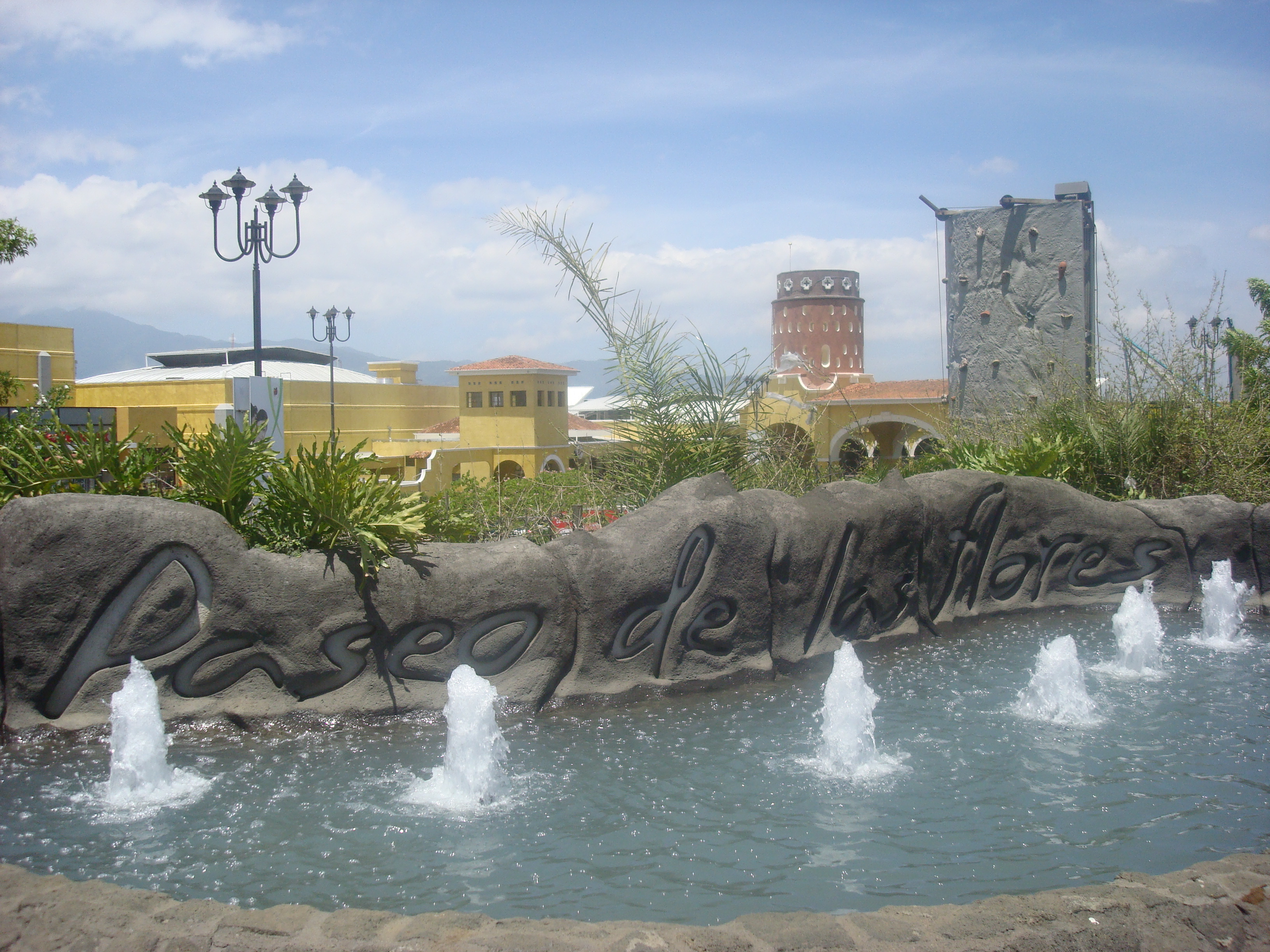
Centro Comercial Paseo de las Flores.
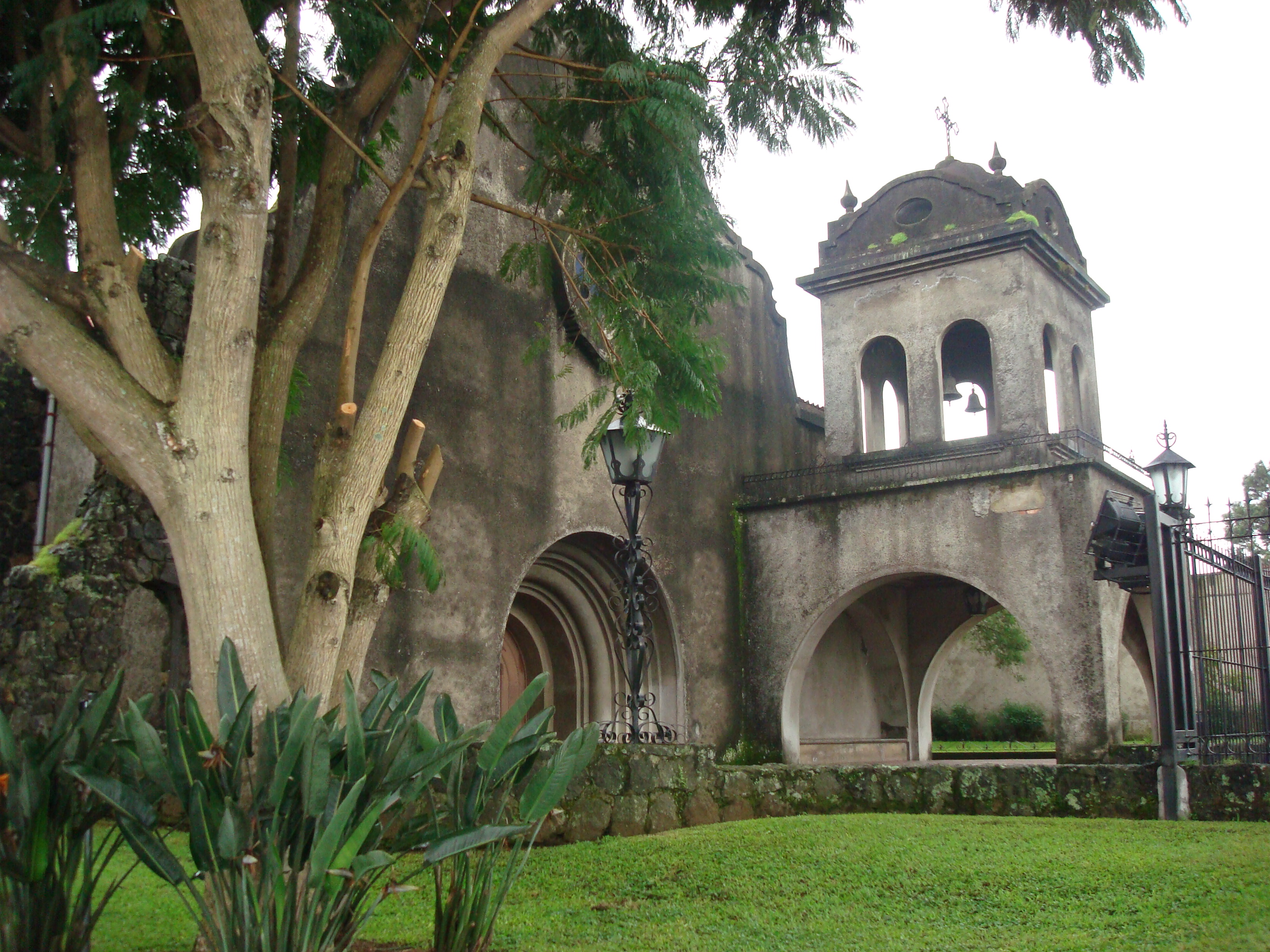
Iglesia de San Francisco.